# Роберто Стелла
Робе́рто Сте́лла (італ. Roberto Stella, нар. 1952 — пом. 11 березня 2020, Комо, Італія) — італійський лікар, президент Медичної асоціації провінції Варезе.

## Життєпис
1978 року закінчив медичний факультет Міланського університету. Спеціалізувався на загальній гематології у Павії, обіймав посаду координатора Національної комісії з неперервної медичної освіти та Національного міждисциплінарного медичного товариства первинної допомоги.
Останнім часом працював лікарем загальної практики в Бусто-Арсіціо та очолював Медичну асоціацію провінції Варезе. Востаннє його було переобрано на цю посаду в листопаді 2017 року (вчетверте поспіль). Стелла був одним з перших італійських лікарів, що працював з пацієнтами, зараженими коронавірусом Covid-19.
На початку березня 2020 року Роберто Стеллу госпіталізували до лікарні Святої Анни в Комо з дихальною недостатністю, після чого підтвердили у нього наявність коронавірусу. 6 березня стан лікаря стабілізувався, однак протягом вихідних знову різко погіршився. Вранці 11 березня Стелла помер від ускладнень, викликаних ураженням Covid-19.
У Роберто Стелли залишилася дружина та двоє дітей.